# 錢煥
錢煥（1489年—1556年），字叔晦，浙江寧波府慈谿縣人，民籍，明朝政治人物。

## 生平
正德十一年（1516年）丙子科浙江鄉試第五十四名舉人。嘉靖八年（1529年）中式己丑科會試第一百八十七名，登第三甲第二十六名進士。授推官，十二年九月选授南京兵科給事中，官至袁州府知府。归乡后在嘉靖三十五年四月被倭寇所杀。

## 家族
曾祖錢鏞；祖父錢潤，曾任知縣；父錢桂，母葉氏。慈侍下。